# Changneung-dong
Changneung-dong (koreanska: 창릉동) är en stadsdel i staden Goyang i  provinsen Gyeonggi i den nordvästra delen av Sydkorea, 12 km nordväst om huvudstaden Seoul. Den ligger i stadsdistriktet Deogyang-gu på gränsen till distriktet Eunpyeong-gu i Seoul.